# Torka
Torka je naselje v Občini Železniki.